# Paulo Maranhão
João Paulo de Albuquerque Maranhão, ou simplesmente Paulo Maranhão (Belém, 11 de abril de 1872 – Belém, 19 de abril de 1966), foi um jornalista, professor, empresário e político brasileiro, outrora deputado federal pelo Pará.

## Dados biográficos
Filho de Manuel de Albuquerque Maranhão e Luísa Francisca de Albuquerque Maranhão. Começou a trabalhar na sua época de estudante como aprendiz de torneiro mecânico e serralheiro antes de seu primeiro contato com a imprensa nas oficinas do Diário de Belém, onde foi colaborador. Marinheiro nas embarcações que singravam rumo ao estado do Amazonas, foi jornalista no Diário do Grão-Pará e em A República, chegando a dirigir este último. Nomeado professor do ensino primário sob concurso público em 1892, lecionou em Marapanim e Viseu.
Em 1896 ingressou na Folha do Norte, jornal onde permaneceria até o fim da vida. Professor de literatura do Instituto de Educação do Pará, foi secretário de Educação no segundo governo Lauro Sodré. e diretor da Recebedoria de Rendas no governo Antônio Emiliano de Sousa Castro. Nesse ínterim elegeu-se senador estadual e comprou a Folha do Norte em 1919. Durante a República Velha elegeu-se deputado federal em 1924, 1927 e 1930, mas teve o mandato extinto pela Revolução de 1930. Nos anos seguintes chegou a ser preso durante as duas passagens de Magalhães Barata como interventor no Pará.
O retorno de Paulo Maranhão para a política aconteceu após o Estado Novo como candidato a senador via PSP em 1947, mas foi derrotado por Augusto Meira. Eleito deputado federal em 1950, perdeu outra disputa para senador em 1954 e outra para deputado federal em 1958. Embora afastado do meio político nos anos seguintes, posicionou-se a favor do Regime Militar de 1964 enquanto mantinha sua atividade jornalística.